# バレーボールリビア男子代表
バレーボールリビア男子代表は、バレーボールの国際大会で編成されるリビアの男子バレーボールナショナルチームである。
1968年に国際バレーボール連盟へ加盟。

## 過去の成績

### オリンピックの成績
- 1980年 - 10位

### 世界選手権の成績
- 1982年 - 24位

### アフリカ選手権の成績
- 1967年 - 4位
- 1979年 - 準優勝
- 2009年 - 6位